# 고성을 사수하라
《고성을 사수하라》(Castle Keep)는 미국에서 제작된 시드니 폴락 감독의 1969년 테크니컬러 전쟁, 드라마 영화이다. 파나비전으로 촬영되었으며 초현실주의에 비극 사실주의를 결합하였다. 버트 랭카스터 등이 주연으로 출연하였고 마틴 랜소호프 등이 제작에 참여하였다.

## 출연

### 주연
- 버트 랭카스터

### 조연
- 패트릭 오닐
- 장-피에르 오몬드
- 피터 포크

## 기타
- 협력프로듀서: 에드워드 L. 리시엔